# Dolby Digital
Dolby Digital désigne une série de techniques audio numériques exploitant la compressions de données avec pertes, développées par les laboratoires Dolby. Initialement intitulé Dolby SR-D jusqu'en 1994, ses premières utilisations consistent à délivrer un son numérique pour les salles de cinéma, à partir de copies de films 35 mm. Il est également utilisé pour la télédiffusion TVHD, les supports DVD, les disques Blu-ray et les consoles de jeux. Le Dolby Digital a aussi été utilisé dans les LaserDisc encodé en NTSC. La famille des compressions de données AC3 (Audio Compression 3) est exploitée avec tous les formats d'exploitations en cinéma numérique, sauf avec le Dolby TrueHD. Ce format n'est plus protégé depuis le 20 mars 2017.

## Versions
Le son Dolby Digital inclut plusieurs techniques (ou formats multicanal) qui comprennent le Dolby Digital (5.1), le Dolby Digital EX (6.1), le Dolby Digital Live, le Dolby Digital Surround EX, le Dolby Digital Plus, le Dolby TrueHD et le Dolby Atmos

### Dolby Digital
La norme AC-3 est un procédé de compression numérique pour le son qui a été officialisée en 1992. Elle permet d’utiliser jusqu’à 6 canaux sonores indépendants avec une fréquence d’échantillonnage de 32, 44,1 ou 48 kHz et avec un taux de transfert allant de 32 à 640 kbit/s. Le Dolby Digital utilise ce principe de codage, c'est pourquoi on le désigne souvent sous ce nom.
Le Dolby Digital 5.1 dispose de 6 canaux dont 5 (avant gauche, central, avant droit, arrière gauche et arrière droit) utilisent la totalité de la bande passante (20 Hz à 20 kHz) et le dernier canal optionnel utilise seulement les extrêmes graves (en dessous de 120 Hz) pour alimenter un caisson de grave couramment appelé subwoofer.
Dans les LaserDisc encodés en NTSC, l'AC3 se trouve sur la piste analogique de droite. Le signal numérique se trouve sous une forme analogique à travers une modulation FM et peut ensuite être décodé soit par la platine elle-même soit par un décodeur dédié. L'AC3-RF utilise un débit de 384 kilobits/s et ne se retrouve que sur les LaserDisc NTSC, généralement couplé à une piste analogique mono et un signal numérique stéréo.
Batman : Le Défi (Batman Returns) a été le premier film qui a utilisé la technique Dolby Digital durant l'été 1992 dans les salles de cinéma. Le premier film Home theater compatible Dolby digital a été Danger immédiat au format Laserdisc en 1995.
Le dernier brevet logiciel couvrant l'AC-3 a expiré le 20 mars 2017.

### Dolby Digital EX
Le Dolby Digital EX est un format de diffusion 6.1. (L, C, R, Ls, Cs, Rs, LFE).
Inventée en 1999 à la demande de Gary Rydstrom, Director of Creative Operations de Skywalker Sound (Lucas Digital Ltd. LCC) pour Star Wars, épisode I : La Menace fantôme.
Identique au 5.1, pour les voies Gauche, Centre, Droite avant (LCR)
mais différent du 5.1 sur les deux voies surround (arrières) Ls et Rs (left surround et right surround).
Le format 5.1 discret devient 6.1 : discret sur le LCR frontal et matricé LtRt sur le LCR arrière. C'est en quelque sorte un 3-2-3 (trois voies matricées sur deux canaux, reproduites sur trois haut-parleurs après dématriçage).
Le Dolby Digital EX est totalement compatible avec une reproduction 5.1. Bien que supérieur dans sa gestion de l'espace sonore, le surcoût induit, pour les auditorium cinéma et les salles de cinéma, fait que ce format reste confidentiel.

### Dolby Digital Live
Dolby Digital Live (DDL) est une technique utilisée dans les jeux vidéo. Elle redirige en temps réel les sons multicanaux (5.1) provenant d'un PC vers la sortie S/PDIF. La fonction DDL se trouve dans le périphérique SoundStorm (Xbox et chipset nForce2) et dans certaines cartes son (Creative Technology, Turtle Beach et Auzentech utilisant C-Media), ou carte mère (Realtek's ALC882D, ALC888DD and ALC888H).
La technique existe aussi pour le DTS appelé DTS Connect.

### Dolby Digital Plus
E-AC-3 est dénommé Dolby Digital Plus et améliore le format AC-3 codec. Il permet un débit plus important (jusqu'à 6.144 Kbit/s), plus de canaux audio (jusqu'à 16 canaux en 15.1) et une meilleure compression. Il reste compatible avec le matériel AC-3 dans la mesure où un décodeur Dolby Digital Plus est capable de fournir une sortie au format AC3 sur S/PDIF. Ainsi le matériel (principalement les amplis audio/vidéo) capable de décoder de l'AC3 à partir d'une entrée S/PDIF reste utilisable. Mais il faut absolument avoir un décodeur AC3+. Un décodeur AC3 ne décode pas d'AC3+.
En France le passage en juin 2015 de AC3 en AC3+ pour le codage audio des chaînes HD de la TNT sur le multiplex R5 a provoqué la perte du son sur de nombreux décodeurs DVB-T compatibles TNT-HD (mais pas AC3+), comme ceux de la marque Dreambox, certains téléviseurs vendus en 2007 de la marque Sharp et Loewe.

### Dolby TrueHD
Dolby TrueHD, développé par Dolby Laboratories est un format de compression audio sans perte basé sur le codec audio de Meridian. Il a pour but d'être utilisé dans les périphériques compatibles HD DVD et Blu-ray. TrueHD supporte 24 bit, 96 kHz avec un débit de 18 Mbit/s sur 14 canaux (HD DVD et Blu-ray Disc standard limitent ce nombre de canaux à huit).

## Le cinéma numérique

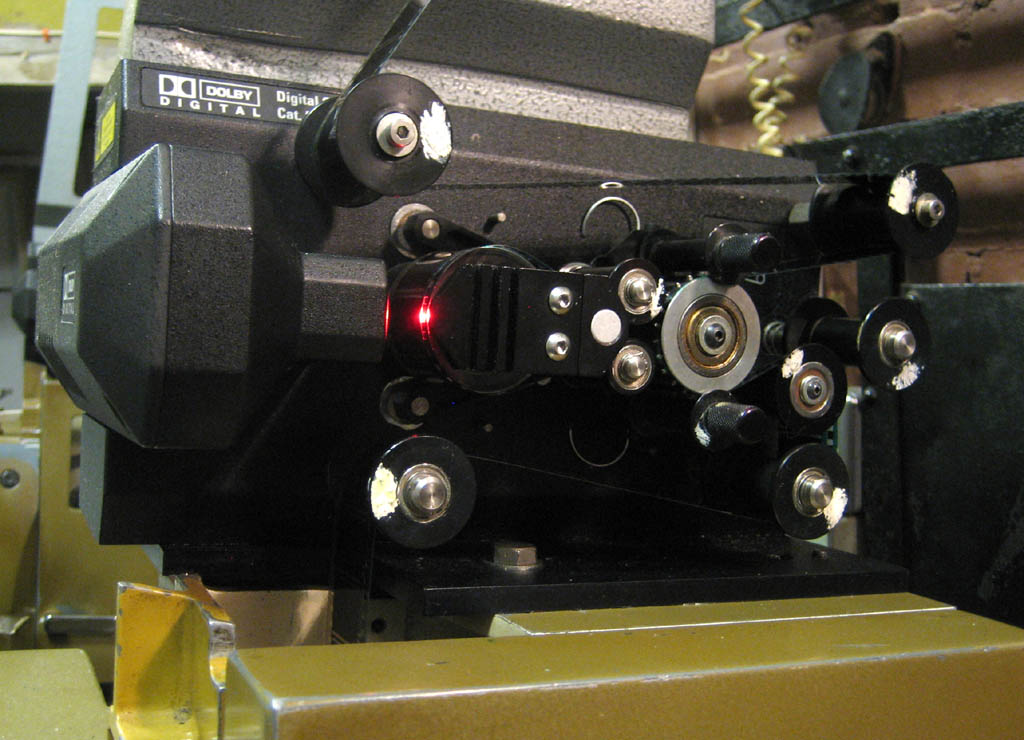
Lecteur de pistes Dolby Digital monté sur un projecteur Kalee modèle 20.

Le 20 juillet 2005 le comité des représentants des membres de Digital Cinema Initiatives définissent les caractéristiques son du cinéma numérique.
Les caractéristiques normalisent une configuration des canaux, un format de fichier permettant une restitution sans problème dans les salles de cinéma.
Le nombre de bits et la fréquence d'échantillonnage sont définies. Du PCM 24bits 48kHz ou 96kHz.
Le nombre de canaux pourra être de 16 pleines bandes sur le DCP. en 5.1(6 canaux L,C,R,Ls,Rs,LFE) ou 7.1 (8 canaux L,C,R,Ls,Rs,BsL,BsR,LFE) les affectations des voies sont référencées. Puis modifiées pour ce qui concerne les deux voies d'ambiance arrières avec l’arrivée des canaux HI et VI pour les handicapés sensoriels. Avec le cinéma numérique les surrounds passent de 2 (Ls/Rs) ou 3 voies (Ls,Rs,Cs) avec le Dolby EX ou le DTS ES,  puis 4 canaux surround (Ls,Rs,BsL,BsR) diffusent un signal distinct. Alors qu'en 35 mm, un seul canal mono était diffusé sur toutes les enceintes surround.
Le son immersif 3D a fait son apparition.

Il y a aujourd'hui deux façons de faire du son 3D : en se basant sur le principe des canaux (multiplication des canaux), utilisé par Auro 3D de Barco par exemple, ou sur celui des objets sonores utilisé par le Dolby Atmos de Dolby et le DTS-X de DTS.

## Licence
Le format AC3 était soumis à une licence. Cela permettait d'empêcher des distributions gratuites légales de logiciels le décodant. C'est par exemple le cas de VLC sous iOS. Or, depuis le 20 mars 2017, le dernier brevet sur l'AC3 a expiré faisant ainsi tomber le format dans le domaine public. Différents logiciels avaient reçu les foudres de Dolby pour proposer un décodage du format basé sur des programmes open-sources. Cependant, les brevets n'étant pas reconnus dans tous les pays, VLC étant distribué depuis la France (qui ne reconnait pas le brevet) n'a jamais craint des poursuites excepté avec la version iOS qui était stockée dans les serveurs d'Apple donc aux États-Unis.